# Szereg (jeździectwo)
Szereg (też: kombinacja) – w jeździeckich skokach przez przeszkody przeszkoda wieloczłonowa, złożona z zespołu przeszkód jednoczłonowych, oddalonych od siebie od 7 do 12 metrów. W skład szeregu wchodzą dwie, trzy lub cztery przeszkody jednoczłonowe, pomiędzy którymi koń wykonuje jedną lub dwie foule, czyli kroki galopu. Gdy odległość jest większa, przeszkody stanowią linię i są traktowane jako osobne .

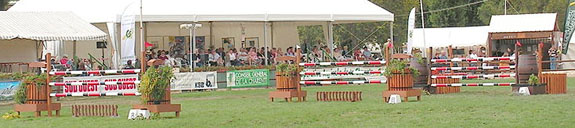
Szereg - przeszkoda wieloczłonowa

## Szeregi w konkursach skoków
Podczas konkursów skoków przez przeszkody, szeregi stanowią w całości oddzielne przeszkody, a ich człony oznaczane są kolejno literami (A, B, C...). Błędy na poszczególnych członach szeregów karane są punktami karnymi oddzielnie, ale w przypadku odmowy skoku lub wyłamania, należy powtórnie pokonać cały szereg. Wyjątek stanowią niektóre konkursy specjalne i szeregi zamknięte.

## Umiejętności
Szeregi wymagają od konia dobrej techniki skoku, uwagi, szybkości reakcji, koordynacji ruchów i  równowagi, a od jeźdźca podobnych umiejętności, idących w parze z wytrenowaniem konia. Zastosowanie w szeregu przeszkód szerokich, jak okser, wraz z pionowymi, jak stacjonata, wymaga od konia umiejętności rozciągnięcia się w skoku, a potem skrócenia się (lub odwrotnie) .

## Rodzaje szeregów
Szeregi mogą być ustawione z przerwą na jedno lub dwa foule (kroki galopu) konia. 

Ponadto, w zależności od ilości członów, mogą być podwójne, potrójne itd. 

Do specjalnych rodzajów szeregów należą:
- szeregi zamknięte – w kształcie kwadratowej, sześciokątnej, albo podobnej zagrody, z której nie da się wyjechać, a jedynie wyskoczyć; mogą być w formie przeszkód na wskok-wyskok;
- szeregi częściowo zamknięte i częściowo otwarte – składają się z części zamkniętej i części otwartej.

## Wskok-wyskok
Przeszkody na wskok-wyskok składają się z członów, pomiędzy którymi koń ma wystarczająco miejsca jedynie na odbicie się do kolejnego skoku, bez wykonania foule (kroku galopu). Przeszkody tego typu stosowane są najczęściej w treningu skokowym konia, ucząc go staranności pokonywania przeszkód, "skracania się" i równowagi, oraz ćwicząc mięśnie zadu .